# Beatus Rhenanus
Beatus Rhenanus, de son vrai nom Beat Bild, né le 22 août 1485 à Sélestat (à l'époque ville libre d'Empire), et mort le 20 juillet 1547 à Strasbourg, est un philologue, éditeur d'auteurs antiques et écrivain humaniste. Il a légué sa bibliothèque à la ville de Sélestat ; elle est à l'origine de  la Bibliothèque humaniste de Sélestat.

## Biographie

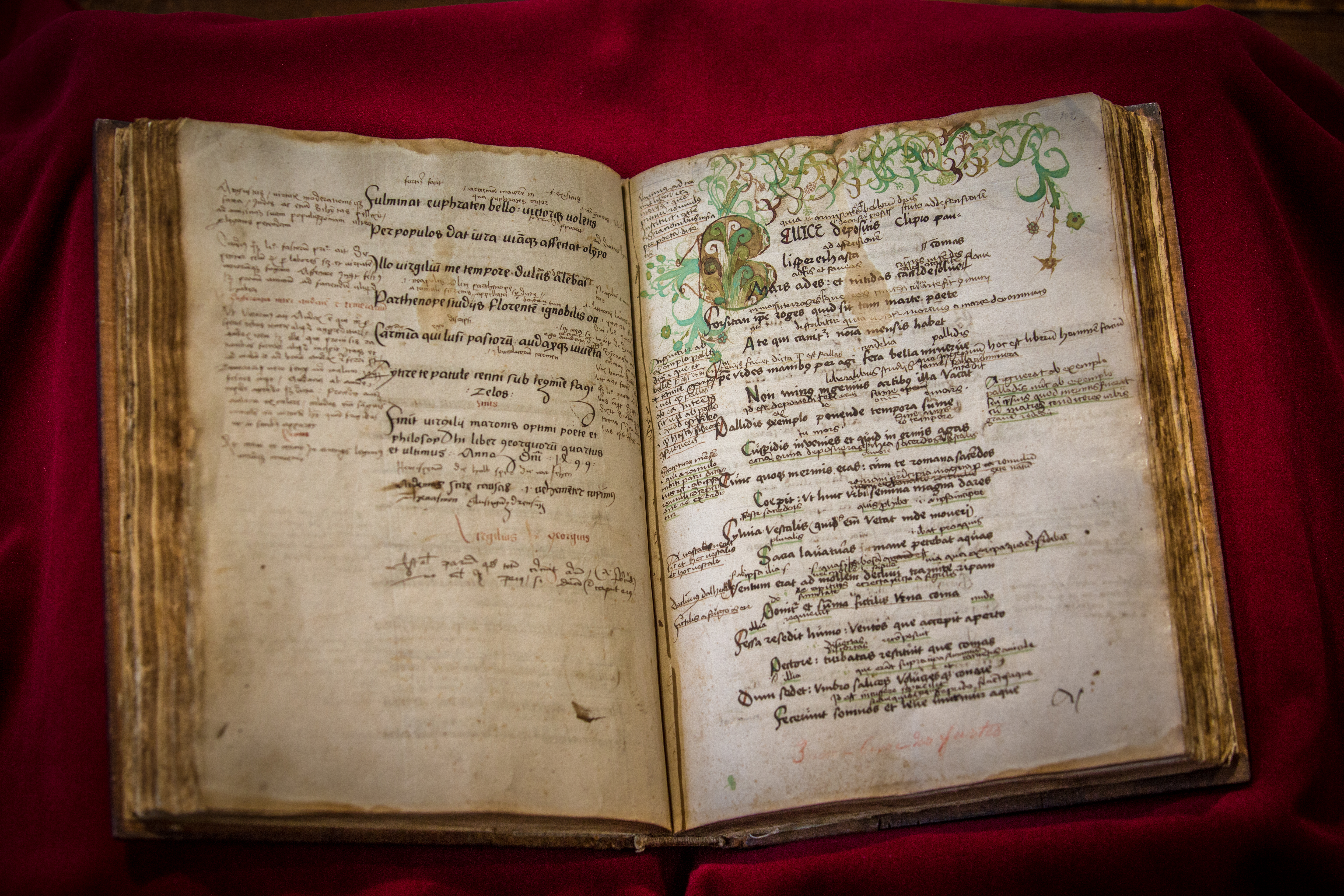
Cahier d’écolier de Beatus Rhenanus, élève à l'école latine de Sélestat (1498-1499). Textes, dessins et commentaires de la main de l’élève. Ms 50, Coll. Bibliothèque humaniste de Sélestat.

Son père, Antoine Bild, était un boucher relativement aisé bien qu'il eût peu d'instruction. Originaire de Rhinau , d'où son surnom Rhinower, latinisé en Rhenanus, il émigra à Sélestat dont il devint citoyen avant d'en être un des bourgmestres.
Le jeune Beat Bild fit ses études à l’« École latine » de Sélestat, renommée pour son haut niveau, avec des maîtres remarquables comme Crato Hofmann et Hieronymus Gebwiler. Après y avoir été répétiteur durant trois ans, il partit en 1503 pour Paris, où il acquit le grade de bachelier, et travailla ensuite comme correcteur chez l’imprimeur Henri Estienne, tout en poursuivant ses études à l'Université, et en acquérant les diplômes de Licencié et de Maître des Arts (1507).
En 1507 il revint à Sélestat puis s’installa à Strasbourg où il devint correcteur chez l’imprimeur Mathias Schurer et lia connaissance avec les grands humanistes alsaciens, Jacques Wimpfeling, Geiler de Kaysersberg, Sébastien Brant. Dès septembre 1508 il fait ses débuts d’écrivain en rédigeant l’Avant-Propos des Lettres proverbiales et morales de son maître parisien Fauste Andrelin, tandis qu’en 1509 il publie une nouvelle édition des Collectanea adagiorum d’Érasme (c'est-à-dire la version initiale et très réduite des monumentaux Adagiorum chiliades, parus à Venise chez Aldo Manuzio en 1508), et, en 1510, La Vie de Geiler, le grand prédicateur de l’époque qui venait juste de mourir.

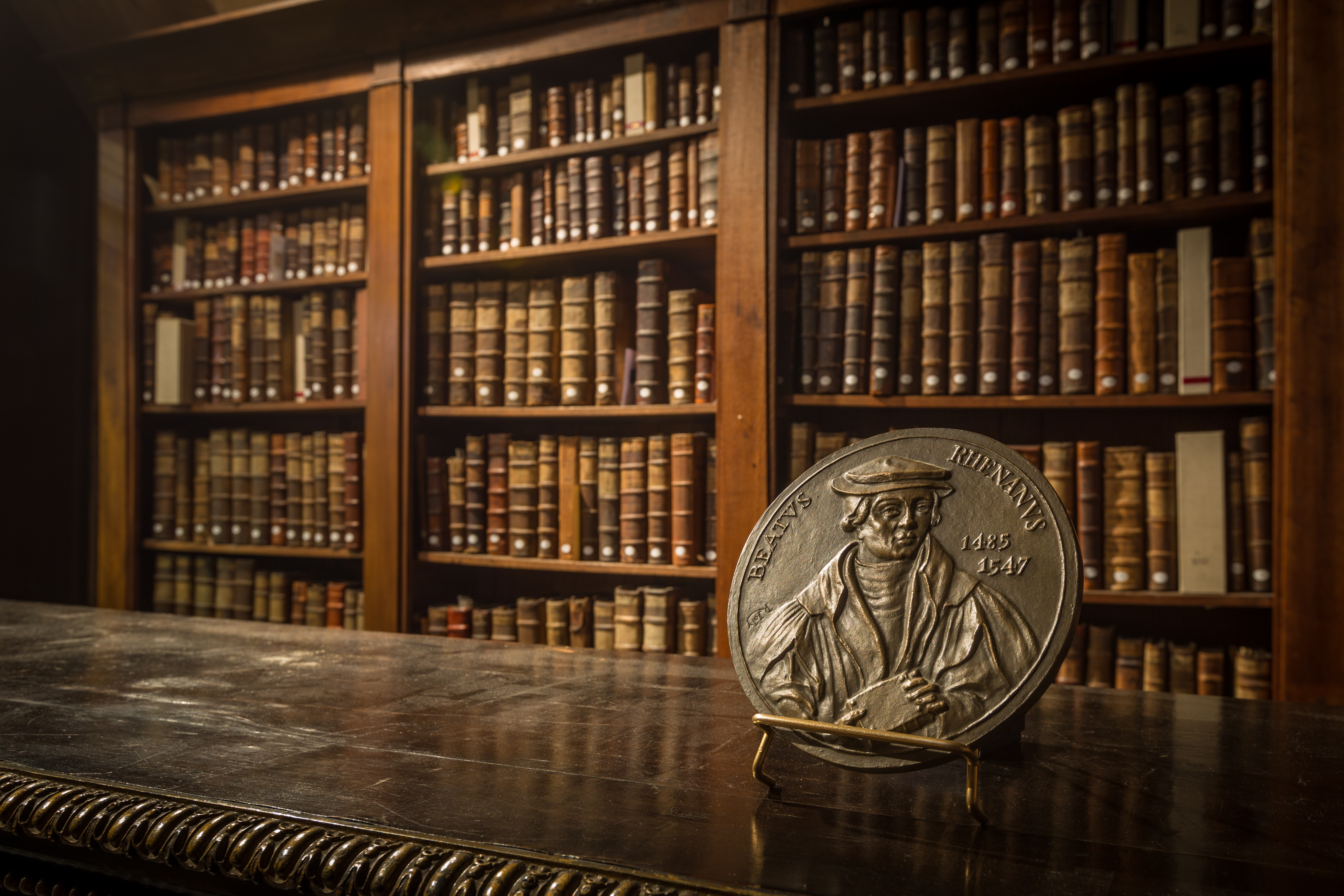
Bibliothèque de Beatus Rhenanus.
– Coll. Bibliothèque humaniste de Sélestat.

En 1511 il s’installe à Bâle, où il suit les cours de grec du dominicain Johann Kuhn, mieux connu sous le nom grécisé de Conon, et commence bientôt à éditer chez Johann Froben des auteurs néo-latins, comme Jean-Baptiste Spagnoli, le philosophe Plotin, Grégoire de Nazianze (1512), Georges de Trébizonde (1513), puis les latins Pline le Jeune et Suétone (1514), Sénèque (1515), Velleius Paterculus (1516). En 1513 il fit la connaissance d'Érasme qui exercera sur lui une profonde influence et dont il deviendra un ami fidèle. D’Érasme, il publia le Scarabée en 1517, et par la suite une série d’auteurs grecs, latins ou contemporains, d’Homère et Maxime de Tyr à Tacite, Thomas More et Luther. Il devint un ardent propagateur des idées de ce dernier et il se lia à Zwingli, dont il partageait la volonté de réforme.

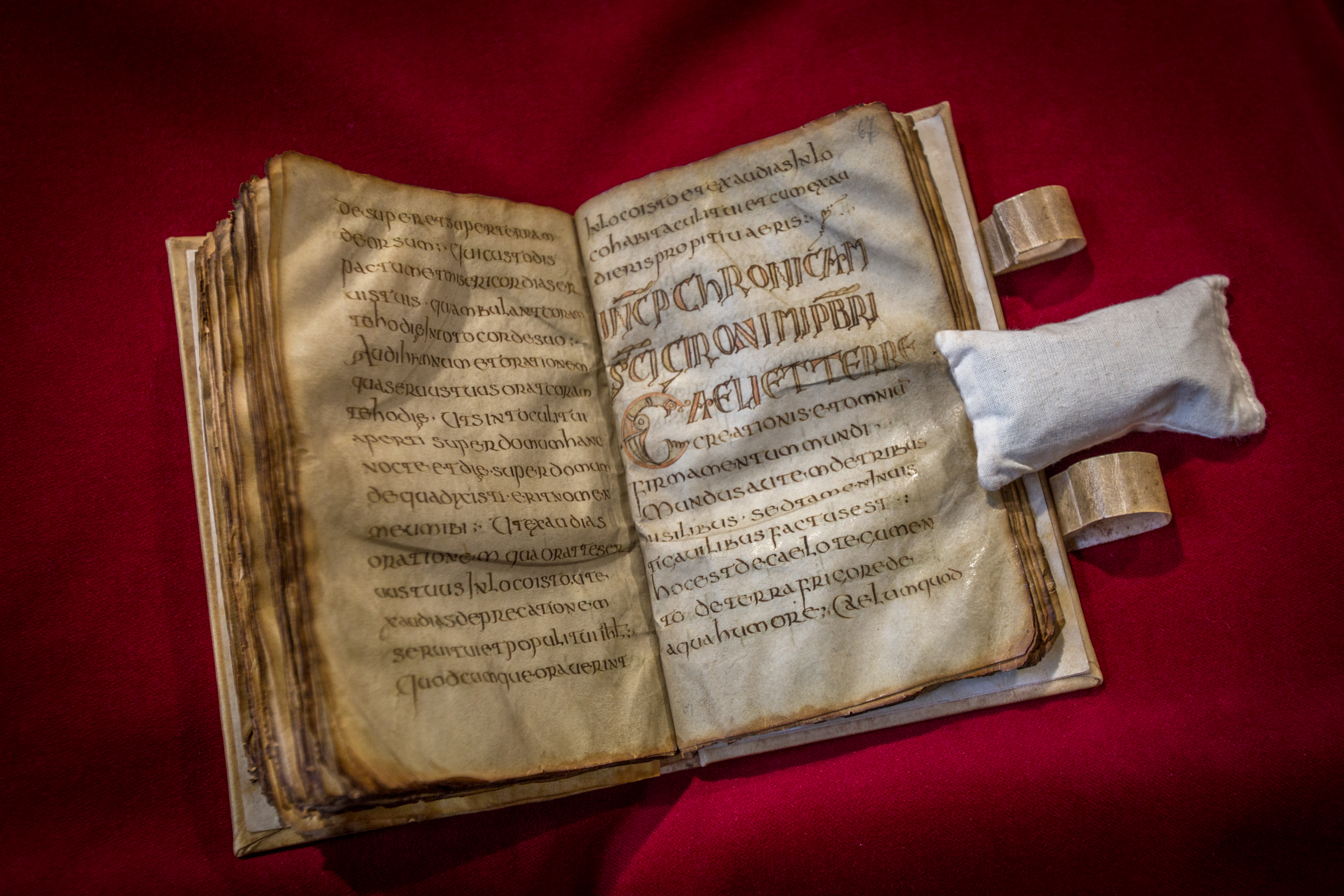
Lectionnaire mérovingien (VIIe siècle). Manuscrit sur parchemin. (Ms 1A). Issu de la collection de Beatus Rhenanus. – Coll. Bibliothèque humaniste de Sélestat.

Chassé de Bâle par la peste en août 1519, il y reviendra un an plus tard, publiant des Panégyriques antiques et l'historien latin Velleius Paterculus, puis, en 1521, Érasme et Tertullien. Chassé de Sélestat en 1523 par des troubles politiques, il publie à Bâle ses Histoires ecclésiastiques. C’est alors qu’il est honoré par des « Lettres de noblesse ». En 1524, à 39 ans, il intervient efficacement dans la vie politique de sa ville natale, Sélestat, lors du complot de Schutz de Traubach. Pendant la «Guerre des Rustauds» (1525) il se replie sur l’étude et travaille à sa future édition de Pline l’Ancien. C’est à la fin de la même année qu’il rompt avec Bucer et les Réformés. En 1526 il publie l'Histoire naturelle de Pline l'Ancien, et en 1528 une Histoire ecclésiastique. Puis, après une deuxième édition de Pline l’Ancien, la première étant épuisée en raison de son succès, il rend visite à Augsbourg, au savant Konrad Peutinger et assiste à une séance de la Diète d’Augsbourg, au moment où y est élaborée la Confession d’Augsbourg, profession de foi des Luthériens. L’année suivante, 1531, voit la publication de son Histoire de l’Allemagne, Rerum Germanicarum Libri III, et une édition de l’Histoire des Goths, de Procope de Césarée, tandis qu’il publiera en 1533 les œuvres de Tacite, et, en 1535, de Tite-Live.

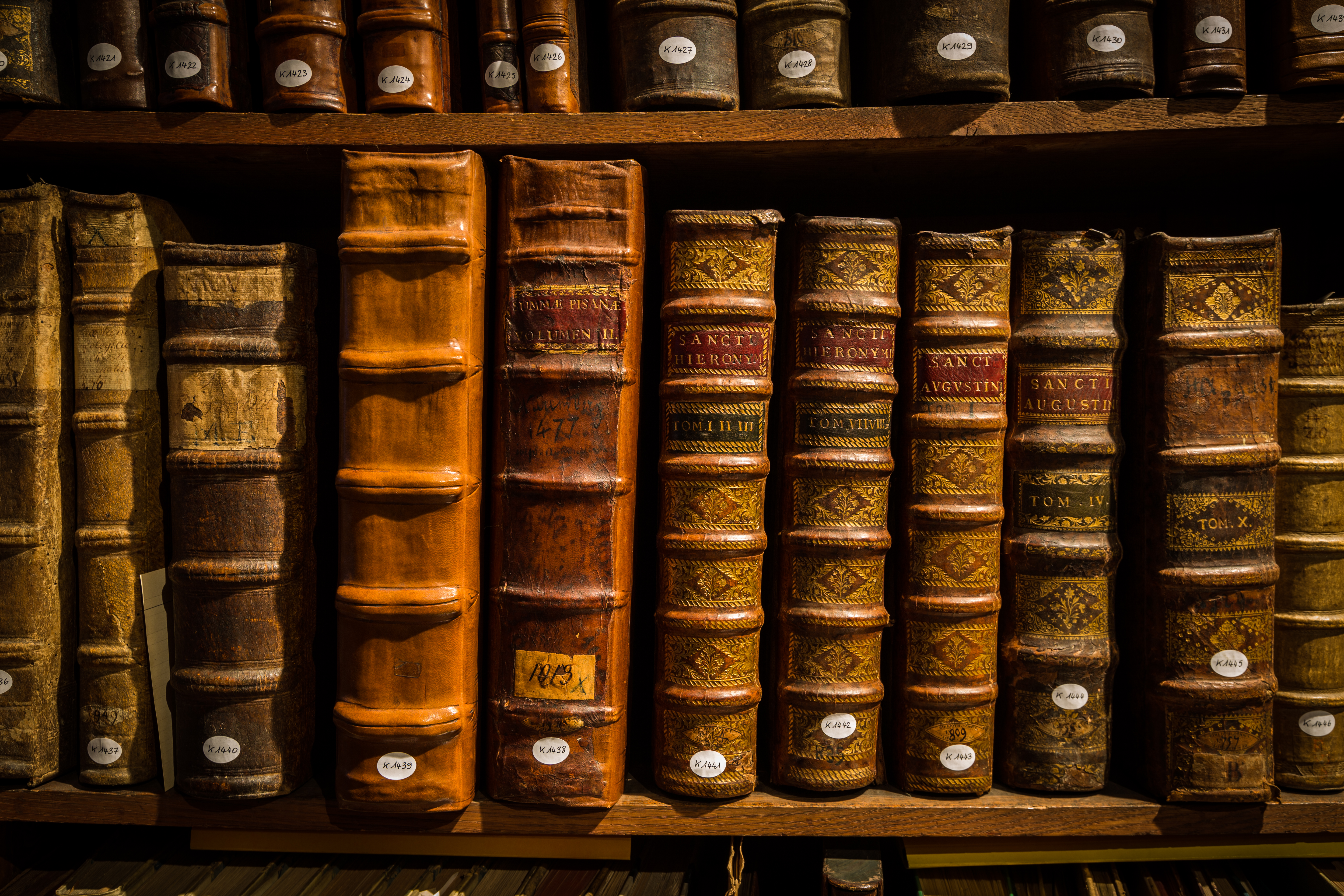
Ouvrages de la bibliothèque de Beatus Rhenanus. – Coll. Bibliothèque humaniste de Sélestat.

La mort d’Érasme, en 1536, le conduit à publier une Vie d’Érasme et deux catalogues des œuvres de celui-ci. Puis c’est, en 1537, une deuxième édition de Tite-Live, et en 1539 une troisième, en même temps qu’une troisième de Tertullien et une quatrième des Histoires ecclésiastiques. 1539 voit trois rééditions, dues au succès de ces œuvres: Tertullien, Tite-Live et Histoires ecclésiastiques, ce dernier ouvrage étant publié pour la cinquième fois en 1541 et pour la sixième en 1544, et le Tite-Live pour la quatrième en 1543. Sa santé s’altère en 1546, il voulut prendre les eaux à Wildbad en Forêt-Noire, mais trop malade préféra revenir chez lui. Sur le chemin du retour il dut s’arrêter à Strasbourg où il mourut le  20 juillet 1547 entouré de trois pasteurs protestants. Il fut enseveli à Sélestat, selon sa volonté, dans l’église catholique de sa paroisse.
Beatus Rhenanus légua la totalité de sa bibliothèque à sa ville natale Sélestat. Elle comprenait à sa mort, en 1547, environ 670 volumes reliés en cuir que Rhenanus pendant ses études et son activité avait réunis à Strasbourg, Bâle, Paris et Sélestat. Cette bibliothèque est l'unique bibliothèque d’un humaniste de cette importance dont l’ensemble nous soit parvenu pratiquement intact.
Son Histoire de l’Allemagne sera encore rééditée en 1551, accompagnée de sa biographie due à Jean Sturm et sa dernière œuvre, Les provinces illyriennes, en 1552.

## Œuvres
Beatus Rhenanus a consacré la plus grande partie de sa vie à la préparation d'éditions commentées d'écrivains classiques et de Pères de l'Eglise.
- Epistolae proverbiales (1508).
- Ludus L. Annaei Senecae (1515).
- De morte Claudii Caesaris (1515).
- De laudibus Calvitii (1515).
- De rebus Alexandri Magni regis Macedonum (1518).
- Sermones platonici (1519).
- Familiarum Colloquiorum formulae (1520).
- Opera Septimii Florentis Tertulliani (1521).
- V.Velleji Paterculi Historiae Romanae II Volumina per Beatum Rhenanum (1522).
- Autores historiae ecclesiasticae (1523).
- Emendationes (1526).
- Rerum Germanicarum libri tres (1531). Réédité en 1551, 1610, 1697.
  - Version numérisée de l'édition de 1531 sur le site web de l'Université Justus-Liebig de Gießen
  - Version numérisée de l'édition de 1551 sur le site web d'Internet Archive.

- De rebus Gothorum, Persarum et Vandalorum (rédaction de la préface), (1531).